# Acontius
Pour les articles homonymes, voir Acontius (homonymie).
Genre
Synonymes
- Aporoptychus Simon, 1886

Acontius est un genre d'araignées mygalomorphes de la famille des Cyrtaucheniidae.

## Distribution
Les espèces de ce genre se rencontrent en Afrique de l'Ouest, en Afrique centrale et en Argentine.

## Liste des espèces
Selon World Spider Catalog (version 19.5, 05/10/2018) :
- Acontius aculeatus (Simon, 1903)
- Acontius africanus (Simon, 1889)
- Acontius australis (Simon, 1886)
- Acontius hartmanni Karsch, 1879
- Acontius humiliceps (Simon, 1907)
- Acontius kiriba Zonstein, 2018
- Acontius lamottei (Dresco, 1972)
- Acontius lawrencei (Roewer, 1953)
- Acontius lesserti (Roewer, 1953)
- Acontius machadoi (Lessert, 1938)
- Acontius nimba Zonstein, 2018
- Acontius stercoricola (Denis, 1955)

## Publication originale
- Karsch, 1879 : Zwei neue afrikanische Vogelspinnen. Sitzungsberichte der Gesellschaft naturforschenden Freunde zu Berlin, vol. 1879, p. 63-65.